# Бланделл, Марк
Марк Бланде́лл (англ. Mark Blundell, 8 апреля 1966, Барнет, Хартфордшир) — британский автогонщик, участник чемпионата мира по автогонкам в классе Формула-1. Победитель гонки «24 часа Ле-Мана» 1992 года.

## Биография
С 14-летнего возраста занимался мотокроссом, выиграл несколько юниорских титулов. В 1983 году пересел с двух колёс на четыре, перейдя в британский чемпионат Формулы-Форд. Одержав несколько крупных побед на национальном уровне, в 1986 году завоевал титул чемпиона Евросерии Формулы-Форд. На следующий год перешёл в чемпионат Формулы-3000, в 1989 году участвовал также в гонках спортивных автомобилей за рулём «Ниссана». В 1990 году стал тест-пилотом команды Формулы-1
«Уильямс», годом позже, в 1991 году, провёл полный сезон в Формуле-1, выступая за команду «Брэбем», заработал одно очко за шестое место в Гран-при Бельгии. В 1992 году был тест-пилотом команды «Макларен» и выступил в гонке «24 часа Ле-Мана» за рулём «Пежо-905», с первого раза выиграв знаменитый марафон. В 1993 году выступал в команде Формулы-1 «Лижье», дважды попадал на третью ступень пьедестала. На следующий, 1994-й год перешёл в команду «Тиррелл», где, несмотря на ухудшение общего результата, смог ещё раз подняться на подиум. В 1995 году провёл сезон в «Макларене», где не смог подняться выше четвёртого места в гонке, однако набрал за сезон 13 очков (наилучший результат в карьере). С 1996 по 2000 год соревновался в чемпионате CART, лучшим его выступлением в американском чемпионате стал сезон 1997 года, когда Бланделл, одержав три победы, занял шестое место в чемпионате. После ухода из CART выступал в гонках спортивных автомобилей, стартовал в Ле-Мане. Также работал спортивным комментатором британского телеканала ITV.

## Результаты гонок в Формуле-1
| Легенда к таблице |                                                                    |
| --- | ------------------------------------------------------------------ |
| В таблице перечислены результаты всех Гран-при Формулы-1, в которых принимал участие гонщик. Строками таблицы являются сезоны, столбцами — этапы чемпионата мира. В каждой клетке указаны сокращённое название этапа и результат, дополнительно обозначенный цветом. Расшифровка обозначений и цветов представлена в нижеследующей таблице. |                                                                    |
| \| Пример \| Описание \| \| ------------ \| ------------------------------------------------------------------ \| \| 1 \| Победитель \| \| 2 \| Второе место \| \| 3 \| Третье место \| \| 5 \| Финишировал, заработав очки \| \| Сход \| Не финишировал, но при этом заработал очки \| \| 12 \| Финишировал, не получив очков \| \| НКЛ \| Финишировал, но не попал в финальную классификацию \| \| 15 \| Участвовал вне зачёта, либо по отдельной классификации \| \| 18 \| Не финишировал, но попал в финальную классификацию \| \| Сход \| Не финишировал \| \| НКВ \| Не прошёл квалификацию \| \| НПКВ \| Не прошёл предквалификацию \| \| ДСК \| Дисквалифицирован \| \| ИСК \| Исключён из протокола соревнований \| \| ТТ \| Заявлен для участия только в тренировках \| \| НС \| Участвовал в квалификации, но не стартовал в гонке \| \| Т \| Травмирован или болен \| \| ОТК \| Отказ от участия \| \| НТР \| Прибыл на соревнования, но на трассу не выезжал \| \| НПР \| Был заявлен в числе участников, но не прибыл к началу соревнований \| \| О \| Соревнования отменены \| \| \| Не участвовал \| \| Поул-позиция \| \| \| Быстрый круг \| \| |                                                                    |
| Пример | Описание                                                           |
| 1 | Победитель                                                         |
| 2 | Второе место                                                       |
| 3 | Третье место                                                       |
| 5 | Финишировал, заработав очки                                        |
| Сход | Не финишировал, но при этом заработал очки                         |
| 12 | Финишировал, не получив очков                                      |
| НКЛ | Финишировал, но не попал в финальную классификацию                 |
| 15 | Участвовал вне зачёта, либо по отдельной классификации             |
| 18 | Не финишировал, но попал в финальную классификацию                 |
| Сход | Не финишировал                                                     |
| НКВ | Не прошёл квалификацию                                             |
| НПКВ | Не прошёл предквалификацию                                         |
| ДСК | Дисквалифицирован                                                  |
| ИСК | Исключён из протокола соревнований                                 |
| ТТ | Заявлен для участия только в тренировках                           |
| НС | Участвовал в квалификации, но не стартовал в гонке                 |
| Т | Травмирован или болен                                              |
| ОТК | Отказ от участия                                                   |
| НТР | Прибыл на соревнования, но на трассу не выезжал                    |
| НПР | Был заявлен в числе участников, но не прибыл к началу соревнований |
| О | Соревнования отменены                                              |
| | Не участвовал                                                      |
| Поул-позиция |                                                                    |
| Быстрый круг |                                                                    |

| Сезон | Команда | Шасси           | Двигатель | Ш | 1        | 2        | 3        | 4        | 5       | 6        | 7        | 8        | 9        | 10       | 11    | 12       | 13       | 14       | 15       | 16       | 17    | Место | Очки |
| ----- | ------- | --------------- | --------- | - | -------- | -------- | -------- | -------- | ------- | -------- | -------- | -------- | -------- | -------- | ----- | -------- | -------- | -------- | -------- | -------- | ----- | ----- | ---- |
| 1991  | Brabham | Brabham BT59Y   | Yamaha    | P | США Сход | БРА Сход |          |          |         |          |          |          |          |          |       |          |          |          |          |          |       | 18    | 1    |
| 1991  | Brabham | Brabham BT60Y   | Yamaha    | P |          |          | САН 8    | МОН Сход | КАН НКВ | МЕК Сход | ФРА Сход | ВЕЛ Сход | ГЕР 12   | ВЕН Сход | БЕЛ 6 | ИТА 12   | ПОР Сход | ИСП Сход | ЯПО НПКВ | АВС 17   |       | 18    | 1    |
| 1993  | Ligier  | Ligier JS39     | Renault   | G | ЮАР 3    | БРА 5    | ЕВР Сход | САН Сход | ИСП 7   | МОН Сход | КАН Сход | ФРА Сход | ВЕЛ 7    | ГЕР 3    | ВЕН 7 | БЕЛ 11   | ИТА Сход | ПОР Сход | ЯПО 7    | АВС 9    |       | 10    | 10   |
| 1994  | Tyrrell | Tyrrell 022     | Yamaha    | G | БРА Сход | ТИХ Сход | САН 9    | МОН Сход | ИСП 3   | КАН 10   | ФРА 10   | ВЕЛ Сход | ГЕР Сход | ВЕН 5    | БЕЛ 5 | ИТА Сход | ПОР Сход | ЕВР 13   | ЯПО Сход | АВС Сход |       | 12    | 8    |
| 1995  | McLaren | McLaren MP4/10  | Mercedes  | G | БРА 6    | АРГ Сход | САН      | ИСП      |         |          |          |          |          |          |       |          |          |          |          |          |       | 10    | 13   |
| 1995  | McLaren | McLaren MP4/10B | Mercedes  | G |          |          |          |          | МОН 5   | КАН Сход | ФРА 11   | ВЕЛ 5    | ГЕР Сход | ВЕН Сход | БЕЛ 5 | ИТА 4    |          |          | ТИХ 9    | ЯПО 7    | АВС 4 | 10    | 13   |
| 1995  | McLaren | McLaren MP4/10C | Mercedes  | G |          |          |          |          |         |          |          |          |          |          |       |          | ПОР 9    | ЕВР Сход |          |          |       | 10    | 13   |